# Mustapha (låt av Queen)
Mustapha är en låt av det brittiska rockbandet Queen, utgiven på albumet Jazz 1978. Låten skrevs av sångaren Freddie Mercury och gavs ut som singel i Tyskland, Spanien, Jugoslavien och Bolivia i april 1979.

## Medverkande
- Freddie Mercury - sång och bakgrundssång, piano
- Brian May - elgitarr
- Roger Taylor - trummor, hawk-bells
- John Deacon - elbas